# Achim von Borries
Achim von Borries (né le 13 novembre 1968 à Munich, en Bavière), est un réalisateur et scénariste allemand.

## Filmographie

### Comme réalisateur

#### Cinéma
- 1995 : Mutantenstadl (court-métrage)
- 1995 : Die Letzte Sozialistin (court métrage)
- 1996 : Boomtown Berlin
- 1998 : Halberstadt (court-métrage)
- 2000 : L'Angleterre !
- 2001 : Die Fähre
- 2004 : Parfum d'absinthe
- 2004 : Eva Blond – There is no Business like ...
- 2005 : Der Elefant
- 2007 : Unter Verdacht
- 2011 : 4 jours en mai qui a remporté le Prix du public lors de la 20e édition du Festival du cinéma russe à Honfleur 2012[2].

- 2012 : Sechzehneichen (avec Hendrik Handloegten)
- 2013 : Alaska Johansson

#### Télévision
- 2010 : Tatort, saison 41, épisode 31, Wie einst Lilly

### Comme scénariste
- 2007 : Les Trois Brigands (Die drei Räuber) de Hayo Freitag
- 2016 : Seul dans Berlin (Alone in Berlin / Jeder stirbt für sich allein) de Vincent Perez

## Récompense
- Festival international du film de fiction historique de Narbonne 2016 : Prix du meilleur scénario pour Seul dans Berlin